# Româno-Americana FC București
Româno-Americana FC București a fost prima echipă de fotbal din Ploiești, constituită în anul 1906, sub numele "Societatea Româno-Americană". Bazele au fost puse de funcționarii americani și olandezi de la întreprinderile petroliere ale Societății Româno-Americana de pe Valea Prahovei. Din 1914 echipa a activat în București. A devenit campioană a României în 1915.
În 1907 dispută primul meci la Ploiești, pe terenul de la Șosea, în data de 2 decembrie, învingând cu 7-1 pe Olimpia București.
Cei mai importanți jucători au fost: Clive, Brazier, Llewellyn, Jack Catterall, Hans Horing, Alvirescu.
A fost desființată în primăvara anului 1916.
Echipa a fost reinființată după primul război mondial și mutată la Ploiești și joacă în acest moment sub titulatura de CS Petrolul Teleajen Ploiești.

## Palmares
Național
 Cupa Jean Luca P. Niculescu/Liga I: 
- Campioană (1): 1914-1915